# ان‌جی‌سی ۶۹۷۵
ان‌جی‌سی ۶۹۷۵ (انگلیسی: NGC 6975) یک کهکشان مارپیچی در صورت فلکی دلو است. این کهکشان در ۱۲ ژوئیه ۱۸۶۴ توسط ستاره شناس آلمانی آلبرت مارت کشف شد.